# ウルトラ検定
ウルトラ検定（ウルトラけんてい）とは2008年から円谷プロが企画したウルトラマンの知識を調べるための検定。

## 概要
3級
第1回ウルトラ検定から受験可能。『ウルトラマン』『ウルトラセブン』『帰ってきたウルトラマン』を中心とする問題内容。
受験料4,800円。受験時間70分。
合格景品：ウルトラマンポストカード
2級
第1回ウルトラ検定から受験可能。3級との同時受験も可能。映画関係が中心。
受験料5,800円。受験時間70分。
合格景品：台本復刻版
1級
第2回ウルトラ検定から2級合格者のみ受験可能。
合格景品：バルタン星人（ブロンズカラーVer.）